# حسین سلیمانی
حسین سلیمانی (زاده ۳۰ شهریور ۱۳۶۳ در تهران) بازیگر سینما و تلویزیون اهل ایران است. وی در سن ۱۳ سالگی با بازی در فیلم مهر مادری وارد دنیای سینما شد و برای بازی در این فیلم از چند جشنواره بین‌المللی، جوایز و تقدیرنامه دریافت کرد. او علاوه بر بازیگری در زمینه‌های دستیاری کارگردانی، مجری طرح، بازیگردان، عکاسی، ساخت فیلم کوتاه و ترانه‌سرایی نیز فعالیت دارد.

## فیلم‌شناسی

### سینمایی
| نام فیلم            | سال ساخت | کارگردان                 |
| ------------------- | -------- | ------------------------ |
| خدای جنگ            | ۱۴۰۳     | حسین دارابی              |
| آیه های زمینی       | ۱۴۰۲     | علی عسگری و علیرضا خاتمی |
| دسته دختران         | ۱۳۹۹     | منیر قیدی                |
| بام بالا            | ۱۳۹۹     | سیدجمال سیدحاتمی         |
| کولبرف              | ۱۳۹۹     | میلاد منصوری             |
| زنی با ارابه چوبی   | ۱۳۹۷     | خداداد جلالی             |
| هزارپا              | ۱۳۹۶     | ابوالحسن داوودی          |
| اروند               | ۱۳۹۴     | پوریا آذربایجانی         |
| نهنگ عنبر           | ۱۳۹۴     | سامان مقدم               |
| دربست               | ۱۳۹۴     | علی خامه پرست            |
| ۳۶۰ درجه            | ۱۳۹۳     | سام قریبیان              |
| تاول                | ۱۳۹۳     | بهمن کامیار              |
| هاری                | ۱۳۹۳     | امیر احمد انصاری         |
| رد کارپت            | ۱۳۹۲     | رضا عطاران               |
| پایان خدمت          | ۱۳۹۲     | حمید زرگر نژاد           |
| یاسین               | ۱۳۹۲     | حامد امرایی              |
| عقاب صحرا           | ۱۳۹۱     | مهرداد خوشبخت            |
| اینجا شهر دیگری است | ۱۳۹۰     | احمدرضا گرشاسبی          |
| میگرن               | ۱۳۹۰     | مانلی شجاعی فرد          |
| در امتداد شهر       | ۱۳۸۹     | علی عطشانی               |
| سیزده ۵۹            | ۱۳۸۹     | سامان سالور              |
| کودک و فرشته        | ۱۳۸۷     | مسعود نقاش زاده          |
| روایت‌های ناتمام     | ۱۳۸۵     | پوریا آذربایجانی         |
| یک قدم تا خدا       | ۱۳۸۵     | علی عطشانی               |
| مارمولک             | ۱۳۸۲     | کمال تبریزی              |
| فراری               | ۱۳۸۱     | رضا جعفری                |
| مربای شیرین         | ۱۳۸۰     | مرضیه برومند             |
| قطعه ناتمام         | ۱۳۷۹     | مازیار میری              |
| مهر مادری           | ۱۳۷۶     | کمال تبریزی              |

### مجموعه تلویزیونی
| عنوان فیلم          | سال ساخت | کارگردان           |
| پشت پرده            | ۱۴۰۲     | محمدرضا حاجی غلامی |
| ------------------- | -------- | ------------------ |
| عشق کوفی            | ۱۴۰۱     | حسن آخوندپور       |
| مسابقه دورهمی       | ۱۴۰۱     | مهران مدیری        |
| ۸۷ متر              | ۱۴۰۰     | کیانوش عیاری       |
| همسایه‌ها            | ۱۳۹۵     | مهران غفوریان      |
| چرخ و فلک           | ۱۳۹۵     |                    |
| زعفرانی             | ۱۳۹۴     | حامد محمدی         |
| آقا و خانم سنگی     | ۱۳۹۴     | شاهد احمدلو        |
| رهایی               | ۱۳۹۳     | مسعود تکاور        |
| پژمان               | ۱۳۹۲     | سروش صحت           |
| سرزمین مادری        | ۱۳۹۲     | کمال تبریزی        |
| پنج کیلومتر تا بهشت | ۱۳۹۰     | علیرضا افخمی       |
| نردبام آسمان        | ۱۳۸۸     | محمدحسین لطیفی     |
| هویت                | ۱۳۸۷     | مهدی ودادی         |
| همه بچه های من      | ۱۳۸۷     | مرضیه برومند       |
| سرود خاک            | ۱۳۸۴     | جواد مزدآبادی      |
| روشنایی‌های شهر      | ۱۳۸۳     | مسعود کرامتی       |
| داستان یک شهر       | ۱۳۷۸     | اصغر فرهادی        |
| چشم به راه          | ۱۳۷۷     | اصغر فرهادی        |
| پزشکان              | ۱۳۷۷     | مسعود کرامتی       |

### تله فیلم
| عنوان فیلم                        | سال ساخت | کارگردان           |
| --------------------------------- | -------- | ------------------ |
| شیپورچی                           | ۱۳۹۳     | سید وحید حسینی     |
| آقای هنرپیشه                      | ۱۳۹۲     | سعید اسدی          |
| کنار تو می‌خندم                    | ۱۳۹۲     | سید وحید حسینی     |
| شاعر و برادران                    | --       | باس مرادیان        |
| نه ماه و نه روز                   | ۱۳۹۱     | بهنوش صادقی        |
| مرثیه‌ای برای مرتضی                | ۱۳۹۱     | سعید دریادل        |
| داستان‌های ناتمام دنیا             | ۱۳۹۰     | صادق پروین آشتیانی |
| عاشقانه‌ای برای سرباز وظیفه رحمت   | ۱۳۸۹     | پوریا آذربایجانی   |
| چهارگاه (شیدا)                    | ۱۳۸۹     | مجید تربتی         |
| گوزن                              | ۱۳۸۹     | --                 |
| جایی بالاتر از ابرها              | ۱۳۸۹     | موسی پایین محلی    |
| یک داستان کوتاه و چند داستان دیگر | ۱۳۸۹     | --                 |
| دوردست                            | ۱۳۸۸     | پوریا آذربایجانی   |
| قصه‌ها و واقعیت‌ها                  | ۱۳۸۸     | حجت قاسم‌زاده اصل   |
| روزش تاریی…                       | ۱۳۸۸     | --                 |
| سبز سپید سرخ                      | --       | --                 |
| پس از جدایی (۱۳۸۷)                | --       | رضا رضوی           |
| سرود خاک                          | --       |                    |

### فیلم کوتاه
| عنوان فیلم               | سال ساخت | کارگردان |
| ------------------------ | -------- | -------- |
| یکی آن بالا تو را می‌بیند | ۱۳۸۹     | --       |

### شبکه نمایش خانگی
| عنوان فیلم                     | سال ساخت | کارگردان      |
| ------------------------------ | -------- | ------------- |
| پدرخوانده (مجموعه نمایش خانگی) | ۱۴۰۱     | سعید ابوطالب  |
| جناب عالی                      | ۱۴۰۱     | عادل تبریزی   |
| شب‌های مافیا                    | ۱۴۰۰     | سعید ابوطالب  |
| شاهگوش                         | ۱۳۹۲     | داود میرباقری |
| عالیجناب                       | ۱۳۹۴     | سام قریبیان   |
| دل‌سپرده                        | --       | عباس مرادیان  |

## ترانه
| عنوان ترانه    | خواننده        | آلبوم      | سال انتشار |
| -------------- | -------------- | ---------- | ---------- |
| ترانه غرور     | رضا صادقی      | فقط گوش کن | ۱۳۹۳       |
| تب دارم        | محمد رضا مقدم  | --         | --         |
| نگهبان دریا    | امیر حسین مدرس | --         | -          |
| اسیرم کن       | امیر اصفهانی   | تک آهنگ    | ۱۳۹۸       |
| چتر            | مسعود صادقلو   | تک آهنگ    | ۱۳۹۸       |
| خدا            | شهاب مظفری     | تک آهنگ    | ۱۳۹۸       |
| رفیق بامرام من | رضا صادقی      | تک آهنگ    | ۱۳۹۹       |